# Urupelma peruvianum
Espèce
Synonymes
- Hemirrhagus peruvianus Chamberlin, 1916

Urupelma peruvianum est une espèce d'araignées mygalomorphes de la famille des Theraphosidae.

## Distribution
Cette espèce est endémique de la région de Cuzco au Pérou,. Elle se rencontre dans la province de La Convención vers Huadquiña, Tincochaca et Santa Ana.

## Description
Le mâle holotype mesure 15 mm.
Les mâles décrits par Kaderka, Lüddecke, Řezáč, Řezáčová et Hüsser en 2023 mesurent 18,02 mm, 15,09 mm et 14,35 mm.

## Systématique et taxinomie
Cette espèce a été décrite sous le protonyme Hemirrhagus peruvianus par Chamberlin en 1916. Elle est placée dans le genre Homoeomma par Pérez-Miles et Locht en 2003, dans le genre Isiboroa par Gabriel, Sherwood & Pérez-Miles, 2023 puis dans le genre Urupelma par Kaderka, Lüddecke, Řezáč, Řezáčová et Hüsser en 2023.

## Étymologie
Son nom d'espèce lui a été donné en référence au lieu de sa découverte, le Pérou.

## Publication originale
- Chamberlin, 1916 : « Results of the Yale Peruvian Expedition of 1911. The Arachnida. » Bulletin of the Museum of Comparative Zoology, vol. 60, no 6, p. 177-299 (texte intégral).